# Ходдер, Кейн
Кейн Уоррен Ходдер (англ. Kane Hodder; род. 8 апреля 1955, Оберн, штат Калифорния, США) — американский актёр и каскадер, наиболее известный по роли маньяка Джейсона Вурхиза из серии фильмов «Пятница, 13» и Виктора Кроули в фильмах серии «Топор».

## Карьера
Кейн Ходдер родился в Оберне (штат Калифорния) в 1955 году. В самом начале своей актёрской карьеры он предложил показать трюк с огнём, но тот прошёл неудачно, и Ходдер получил сильнейшие ожоги второй и третьей степени. Именно из-за этих ожогов его впоследствии рассматривали как кандидата на роль Фредди Крюгера в фильме «Кошмар на улице Вязов», которая в конечном итоге досталась Роберту Инглунду, который в дальнейшем стал его лучшим другом и напарником.
В 2003 году Кейн Ходдер предложил сыграть роль Джейсона Вурхиза в фильме «Фредди против Джейсона», но режиссёр отклонил его предложение, заменив его на канадского актёра Кена Кизингера.
В 2006 году Ходдер исполнил роль в фильме «Топор» режиссёра Адама Грина. За эту работу он был удостоен приза жюри за лучшую мужскую роль в фильме ужасов на американском фестивале Fantastic Fest, который проходил в Остине, штат Техас.
В 2011 году Кейн Ходдер совместно с писателем Майклом Алоизи опубликовал свою автобиографию под названием «Разоблачённая: правдивая история самого выдающегося кинематографического убийцы в мире», а в 2014 году вышел веб-сериал «Убийца и я».

## Личная жизнь
Кейн Ходдер — заядлый игрок в покер. У него есть татуировка со словом «Убить!» на внутренней стороне нижней губы. Он проводит время, работая с детьми в ожоговых центрах, и, несмотря на роли, которые он часто играет, Ходдера часто описывают как очень дружелюбного человека, который любит встречаться со своими поклонниками.
Долгое время Ходдер утверждал, что его любимая сцена убийства в его фильмах — это сцена «спальный мешок против дерева» из фильма «Пятница, 13-е — Часть 7: Новая кровь». Теперь он считает своей любимой сцену, где он разрывает лицо женщины пополам в фильме «Топор» (2006).
Ходдер — известный джаггало и фанат группы Insane Clown Posse. Чтобы отразить это, у него есть фирменный брелок с логотипом группы «Hatchetman», держащий мачете вместо топора, что является отсылкой к его роли Джейсона Вурхиза.
4 декабря 2012 года Ходдер появился в выпуске шоу «Hardcore Pawn» на канале TruTV, в котором он был в золотой маске, сделанной ему фанатом.
В 1984 году он женился на Сьюзан Б. Ходдер. Позже у них родилось двое сыновей — Джейс и Рид.

## Фильмография
| Год  |     | Русское название                             | Оригинальное название                              | Роль                       |
| ---- | --- | -------------------------------------------- | -------------------------------------------------- | -------------------------- |
| 1983 | ф   | Одинокий волк Маккуэйд                       | Lone Wolf McQuade                                  |                            |
| 1985 | ф   | Границы города                               | City Limits                                        |                            |
| 1988 | ф   | Пятница, 13-е: Новая кровь                   | Friday, the 13th. Part VII: The New Blood          | Джейсон Вурхиз             |
| 1989 | ф   | Лучшие из лучших                             | Best of the best                                   |                            |
| 1989 | ф   | Пятница, 13-е: Джейсон штурмует Манхэттен    | Friday, The 13th. Part VIII: Jason Takes Manhattan | Джейсон Вурхиз             |
| 1991 | ф   | Аллигатор 2: Мутация                         | Alligator II: The Mutation                         |                            |
| 1992 | ф   | Дом 4                                        | House IV                                           |                            |
| 1993 | ф   | Последняя пятница. Джейсон отправляется в ад | Jason goes to Hell: The Final Friday               | Джейсон Вурхиз/Агент ФБР#1 |
| 1997 | ф   | Исполнитель желаний                          | Wishmaster                                         | телохранитель              |
| 1998 | ф   | Дети кукурузы 5: Поля страха                 | Children of the Corn V: Fields of Terror           | бармен                     |
| 2001 | ф   | Джейсон X                                    | Jason X                                            | Джейсон Вурхиз/Джейсон Х   |
| 2003 | ф   | Монстр                                       | The Monster                                        | байкер                     |
| 2006 | ф   | Топор                                        | Hatchet                                            | Виктор Кроули              |
| 2010 | ф   | Топор 2                                      | Hatchet 2                                          | Виктор Кроули              |
| 2013 | ф   | Топор 3                                      | Hatchet 3                                          | Виктор Кроули              |
| 2014 | ф   | Ферма Чарли                                  | Charlie's Farm                                     | Тони Стюарт                |
| 2017 | док | В ад и обратно: История Кейна Ходдера        | To Hell and Back: The Kane Hodder Story            | Кейн Ходдер                |
| 2017 | ф   | Виктор Кроули                                | Victor Crowley                                     | Виктор Кроули              |
| 2022 | ф   | Эвакуаторщик                                 | TOW                                                | Рендол Джексон             |
| 2022 | ф   | Прогулка на сене в ад                        | Hayride to Hell                                    | Шериф Джубель              |
| 2023 | ф   | Козлиная резня бензопилой                    | Kill Her Goats                                     | Козья морда                |
| 2023 | ф   | Активированный человек                       | The Activated Man                                  | Ласло Габриэль             |
| 2024 | ф   | Они превратили нас в убийц                   | They Turned Us Into Killers                        | Бо старший                 |